# 高荀僑
高荀僑，字毅斋，直隶静海人，清朝政治人物、进士出身。
康熙五十四，乙未科殿試，登进士二甲第三十九名，授翰林院檢討，后官至兵部郎中。